# 中正紀念堂
中正紀念堂是位於中華民國臺北市中正區的國家紀念建築，是中華民國政府為紀念已故前總統蔣中正而興建，為眾多紀念蔣中正的建築中規模最大者，管理機關為中華民國文化部轄下的「國立中正紀念堂管理處」。全區250,000平方公尺，紀念堂主堂體高70公尺；園區廣場前方兩廳院稱為「藝文廣場」，廣場南北側另建有國家戲劇院以及國家音樂廳，合稱「國家兩廳院」，由國家表演藝術中心管理。廣場除了供民眾休憩外，也是大型藝文活動的場地，常舉辦展覽及表演；邦交國元首訪臺歡迎儀式（軍禮）也在此舉行。園區主體建築、大道、廣場及牌樓等以「臺灣民主紀念園區」之名義，由行政院文化建設委員會（今文化部）指定為國定古蹟（與臺灣民主紀念館更名事件有關）；東門、中山南路部分路段及園區以「中正紀念堂」之名義由臺北市政府登錄為文化景觀。

## 歷史
中正紀念堂現址的土地，為1905年（明治38年）啟用的台灣日治時期台灣軍山砲隊基地，以及1944年（昭和19年）11月啟用的步兵第一連隊基地。1945年中華民國接管臺灣後，兩者廢除。1950年中華民國政府遷臺後，建物拆卸，此地曾成為陸軍總司令部、聯勤總司令部與憲兵司令部所在地。林森南路原從中穿越，中正紀念堂興建時改為地下道通過。
1971與1972年聯勤與陸總分別遷到臺北市南港區與桃園縣龍潭鄉（今桃園市龍潭區），行政院經濟建設委員會計劃於此設置現代化商業經貿中心，由政府與民間共同投資新台幣150億元，以雙塔為軸心，興建5棟18至50層樓不等的辦公大樓、3座24至30層樓高的國際觀光旅館及公寓、4棟百貨商場以及國際會議廳、世界貿易中心、文化中心和遊樂設施等，大樓間以履帶運送之輸送系統連結。為包含商務、會展、藝文、娛樂、休閒等各種機能之「營邊段計畫」副都心。然而1975年總統蔣中正去世，時任行政院院長蔣經國主持之行政院會議於同年7月決議在上述用地建造中正紀念堂，原訂的商業經貿計畫胎死腹中。大部分功能則轉移至興雅地區原作住宅及區域副都心規劃的「信義社區」，即後來的信義計畫區。
時任總統兼國民黨總裁蔣中正於1975年4月5日因心臟病逝世後，行政院成立治喪委員會，並於當年6月即決定興建中正紀念堂以茲紀念，並聘請俞國華、林金生、蔣彥士、高魁元、趙聚鈺、費驊、賴名湯、謝東閔、蔡鴻文、周宏濤、秦孝儀、張豐緒、林挺生、辜振甫、徐有庠、王永慶等16人為中正紀念堂籌備小組籌備委員；行政院又於1976年10月成立中正紀念堂籌建指導委員會，聘請張群、何應欽、陳立夫、倪文亞、王雲五、于斌、錢思亮、黃少谷、谷正綱、黃、林伯壽、吳經熊、連震東、陳啓天、徐慶鐘、張寶樹、謝東閔、孫亞夫、劉闊才、戴炎輝、劉季洪、周百鍊、蔡鴻文、林挺生、林洋港等為指導委員。籌建小組成立後，行政院擇定臺北市城中區（今中正區）東門里杭州南路以西、中山南路以東、愛國東路以北、信義路以南之間地段為建堂基地，並對外徵件。經評選後，決定採用圓山大飯店設計者楊卓成之設計，其建築設計融合南京中山陵許多元素。隨即於1976年10月31日動土，1977年11月施工，施工單位為榮民工程公司；1980年3月31日完工，行政院成立「中正紀念堂管理籌備處」。
1980年4月4日，中正紀念堂落成典禮與蔣中正逝世五週年紀念大會舉行，共有四千餘人參加，外賓約四百人觀禮，隔日對外開放；同年7月1日正式成立「中正紀念堂管理處」，隸屬臺北市政府教育局。1986年，中正紀念堂改隸教育部管理，並完成組織條例立法程序更名為「國立中正紀念堂管理處」。
1990年3月發生野百合學運，學生集結於中正紀念堂前廣場（今自由廣場）靜坐，並提出「解散國民大會」、「廢除動員戡亂時期臨時條款」、「召開國是會議」、以及「政經改革時間表」等四大訴求。
2007年3月2日，陳水扁政府時期的教育部將國立中正紀念堂管理處更名為「國立臺灣民主紀念館」，並降為四級機關，該組織條例未依循行政程序送審立法院修法通過，以及教育部卸下中正紀念堂匾額以及牌樓上的「大中至正」字樣，而引發爭議；隨後臺北市政府文化局依《文資法》將中正紀念堂的建築主體、大中至正牌樓、公園廣場、圍牆以及迴廊，認定為暫定（市定）古蹟。5月10日，教育部部長杜正勝發佈教育部令，訂定《國立臺灣民主紀念館組織規程》。5月19日，時任總統陳水扁宣布正式改名。6月7日，立法院司法及法制委員會、教育及文化委員會決議廢止台灣民主紀念館組織規程；在舊組織條例未失效，新組織法未生效下，泛藍陣營認定民主紀念館不存在，也依此凍結民主紀念館預算。2007年11月9日文建會則將國立臺灣民主紀念館的主體建築、正面牌樓、自由廣場、迴廊，登錄為國定古蹟，但排除北市府認定的圍牆以及「大中至正」字樣。
2008年8月21日，馬英九政府時期行政院會議中，直接廢止《國立台灣民主紀念館組織規程》，同日恢復「國立中正紀念堂管理處」的組織編制。2009年7月17日，文建會公告原國定古蹟「台灣民主紀念館」名稱變更為「中正紀念堂」。2009年7月20日，中正紀念堂匾額重新掛回，但在大門口牌樓上的匾額題字仍維持「自由廣場」，並未將原本的「大中至正」掛回。
2009年7月，行政院核定中正紀念堂將連同國父紀念館等國立文教機構改由文建會（今文化部）管理。
2017年2月，蔡英文政府時期時任文化部長鄭麗君推動中正紀念堂轉型措施，邀請專家學者成立「中正紀念堂轉型推動諮詢小組」，並下架蔣中正相關商品，停止播放「蔣公紀念歌」，紀念堂內中正藝廊、介石廳、瑞元廳、志清廳、美齡藝廊、采玉藝廊、中正演藝廳等各大展演空間改以數字及所屬樓層命名。2月27日，中華民國文化部宣布為了在二二八紀念活動期間避免社會對立，從當年的2月28日起每年的2月28日中正紀念堂都要閉館一天。
2021年9月，促進轉型正義委員會提出中正紀念堂轉型方案，預計將中正紀念堂改為「反省威權歷史公園」。2022年4月7日，原「永懷 領袖文物展視室」更改為「常設展廳」，並置入「自由的靈魂VS.獨裁者－臺灣言論自由之路」常設展，展覽黨外民主鬥士楊逵、雷震、傅正、殷海光、彭明敏、魏廷朝、謝聰敏、李敖、柏楊、黃信介、康寧祥、施明德、鄭南榕、李鎮源、陳水扁、許世賢、陳菊、艾琳達、呂秀蓮等人爭取言論自由同戒嚴體制碰撞的經過，與原有的常設內容整理而成的「蔣中正總統與中華民國」常設展並陳功過，作為轉型首步。
2024年7月，文化部要求中正紀念堂駐防國軍儀隊回歸巡查訓練及維護場域安全的任務目的，撤除原先銅像大廳站哨任務；同月15日起調整駐防的三軍儀隊訓練展示移至主堂體正前方的民主大道，如遇雨天則不實施交接儀式。

## 機關首長
| 任別                     | 姓名                     | 任職期間                     |
| 國立中正紀念堂管理處處長 | 國立中正紀念堂管理處處長 | 國立中正紀念堂管理處處長     |
| ------------------------ | ------------------------ | ---------------------------- |
| 第一任                   | 駱鵬                     | 1980年7月1日~1981年12月15日  |
| 第二任                   | 王錫昌                   | 1981年12月16日~1983年4月30日 |
| 第三任                   | 謝毅                     | 1983年5月1日~1992年1月15日   |
| 第四任                   | 朱紹宗                   | 1992年1月16日~1995年5月31日  |
| 第五任                   | 陳重華                   | 1995年6月1日~2000年7月16日   |
| 第六任                   | 曾坤地                   | 2000年9月1日~2011年2月28日   |
| 第七任                   | 吳祖勝                   | 2011年3月1日~2014年12月1日   |
| 第八任                   | 林慧芬                   | 2014年12月2日~2017年2月5日   |
| 第九任                   | 林進盛                   | 2017年2月6日~2023年7月15日   |
| 代理處長                 | 周雅菁                   | 2023年7月16日~2024年7月15日  |
| 代理處長                 | 張惠珠                   | 2024年7月15日~現任           |

## 管理處組織

### 法定建置單位
中正紀念堂管理處設置處長1人、副處長1人、研究員2人。本處下設6組2室，各單位職掌如下：
- 處長
  - 副處長

單位
- 綜合規劃組
  - 處務創新發展計畫之研訂。
  - 中長程計畫、先期作業與重要會議決議事項之追蹤、管制、考核及評估。
  - 綜合性法規之研擬、訂修與資料之蒐集、彙整建置、出版及推動。
  - 跨組室綜合業務之協調、研擬及彙辦。
  - 安全維護、工友及駐警隊之管理。
  - 文書、檔案、印信、出納、庶務、採購、財產管理。
  - 不屬其他各組、室事項。

- 文化資源組
  - 古蹟管理及維護。
  - 文化創意產品之營運管理及行銷推廣。
  - 本處公園景觀之整體規劃設計、植栽之管理維護。
  - 本處場地租借申請及管理。
  - 其他有關文化資源事項。

- 研究典藏組
  - 蔣中正總統紀念文物、史蹟之蒐集、研究、獎助、出版及文化交流。
  - 品牌形象之管理、開發及授權。
  - 典藏制度之建立。
  - 典藏設施、典藏品之維護管理。
  - 藝文作品之蒐集、研究及出版。
  - 其他有關研究典藏事項。

- 展覽企劃組
  - 蔣中正總統史蹟、紀念文物之展覽規劃及執行。
  - 藝文展覽、導覽之規劃及執行。
  - 展場設施之規劃及維護管理。
  - 展覽圖錄、年鑑之發行出版。
  - 館際展覽交流及合作。
  - 志願服務人力資源之運用及發展。
  - 其他有關展覽企劃事項。

- 推廣教育組
  - 媒體、公關及形象整合行銷。
  - 外賓接待及公共服務。
  - 文化、藝術活動之規劃及推廣。
  - 終身學習活動之規劃及執行。
  - 支援學校校外教學及多元教育活動。
  - 其他有關推廣教育事項。

- 工務機電組
  - 營繕工程之規劃、設計及履約管理。
  - 園區迴廊建物設施之維護及管理。
  - 機電、消防、空調、給水、電信、視聽等設備之規劃、維護及管理。
  - 數位服務及維護管理。
  - 節能措施、水電負載之管制、規劃及執行。
  - 其他有關工務機電事項。

- 人事室
  - 掌理本處人事事項。

- 主計室
  - 掌理本處歲計、會計及統計事項。

- 研究員

### 臨時任務編組
國立中正紀念堂管理處資通安全推動小組組織架構
- 召集人：資安長（副處長）
- 副召集人：副資安長（研究員）
- 執行秘書研究典藏組組長
  - 二人以上具備資通專長專職人員

- 推動小組委員
  - 綜合規劃組長
  - 文化資源組長
  - 展覽企劃組長
  - 推廣教育組長
  - 工務機電組長
  - 主計室主任
  - 人事室主任

國立中正紀念堂管理處資通安全推動小組任務要點
- 國立中正紀念堂管理處（以下簡稱本處）屬資通安全責任等級D級之公務機關 ，為落實文化部所訂定之「文化部及所屬機關資通安全維護計畫」，特設「國立中正紀念堂管理處資通安全推動小組」（以下簡稱本推動小組）以推動相關工作，並訂定本要點。

- 本推動小組任務如下：
  - 執行資通安全責任等級D級之公務機關應辦事項。
  - 核心業務及核心資通系統盤點。
  - 資通安全長及資通安全推動組織設置。
  - 資通系統及資訊資產盤點。
  - 資通安全風險評估。
  - 資通安全防護及控制措施採行。
  - 資通安全事件通報及應變。
  - 資通安全情資評估及因應。
  - 資通系統或服務委外辦理管理。
  - 資通安全教育訓練。

- 本推動小組置召集人一人，由副處長兼任，並為資安長；副召集人由督導研究員兼任，並為副資安長；執行秘書一人，由研究典藏組組長兼任，承召集人指示，綜理本推動小組有關作業；另置委員若干人，由各組室單位主管兼任。
本推動小組為執行前點各項業務，置二人以上具有資通安全相關領域專長人員負責辦理。

## 建築與景觀
中正紀念堂園區全區面積達250,000平方公尺，除了高70公尺的主建築外，還有國家戲劇院、國家音樂廳（合稱「兩廳院」），以及主建築前的民主大道、兩廳院藝文廣場（亦稱民主廣場）、園區環外迴廊、中式庭園（光華池及雲漢池）等。
中正紀念堂設計時，即隱含豐富的象徵語彙。外表同位於故都南京紫金山的國父陵寢一樣是以藍、白2色為主，象徵中華民國國徽中的「青天白日」，紀念堂平面為方形格局，象徵蔣中正的「中正」，坐東面西，遙望中国大陆。仿效北京天壇和廣州中山紀念堂的琉璃瓦八角攢尖頂代表八德，而隱藏其中的人形象徵天人合一。紀念堂正面共有花崗石84階、大廳階梯5階，合計89階，代表蔣中正享壽89歲。臺階中間為中華民國國徽圖案的丹陛，在中國傳統建築上，只用於宮殿或廟堂。
正堂上層青銅大門高16公尺，重達75噸，其上天花板則有大型藻井設計，其中為青天白日十二道光芒的國徽。蔣中正銅像位於正堂後方，高達6.3公尺，重21.25噸，面露微笑坐姿，穿著傳統長袍。銅像基座刻有「先總統　蔣公遺囑」全文，銅像後方牆壁則懸掛有「倫理、民主、科學」字樣，以及「生活的目的在增進人類全體之生活」、「生命的意義在創造宇宙繼起之生命」等蔣中正生前語錄。亦為重要景點，由中華民國三軍儀隊在堂外的民主廣場進駐，而每整點的交接，若逢下雨天則該日停辦。

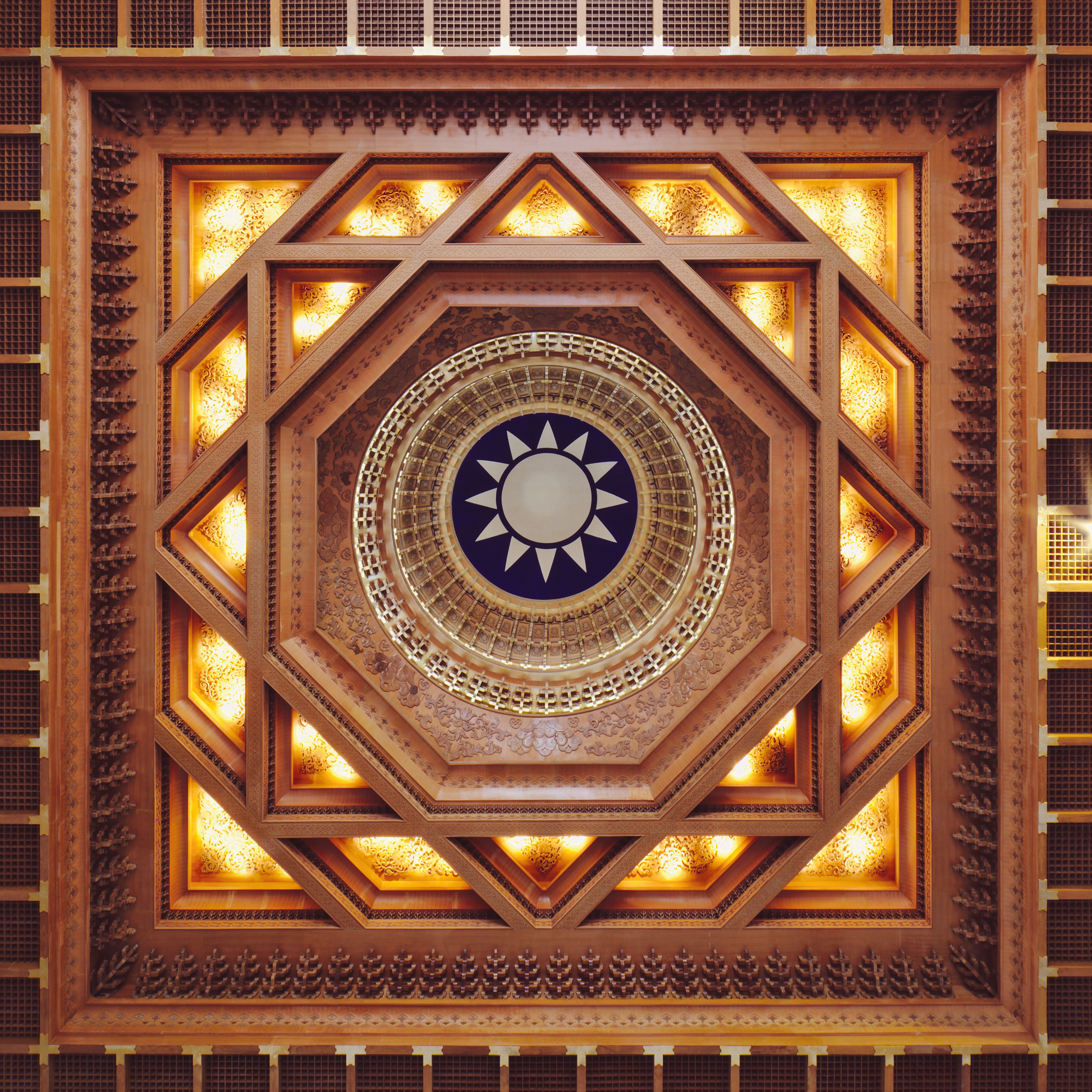
中正紀念堂的藻井，以中華民國國徽為設計
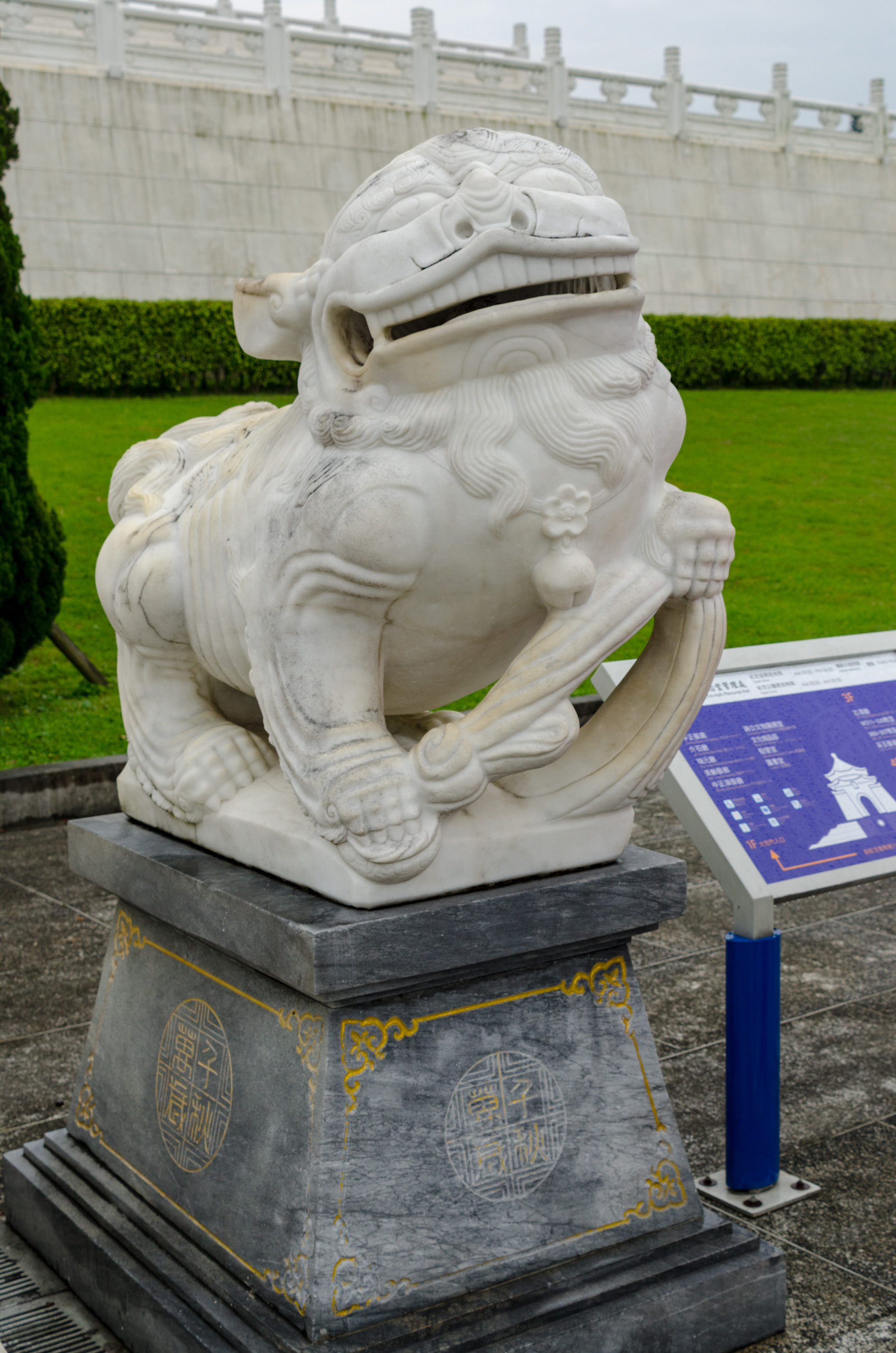
中正紀念堂前的石獅及介紹看板
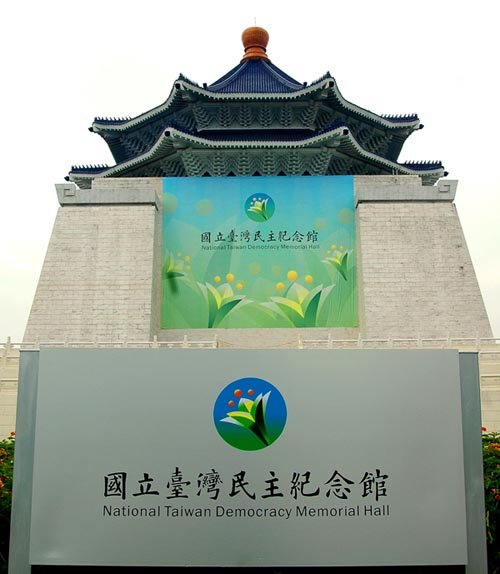
國立台灣民主紀念館立牌及海報
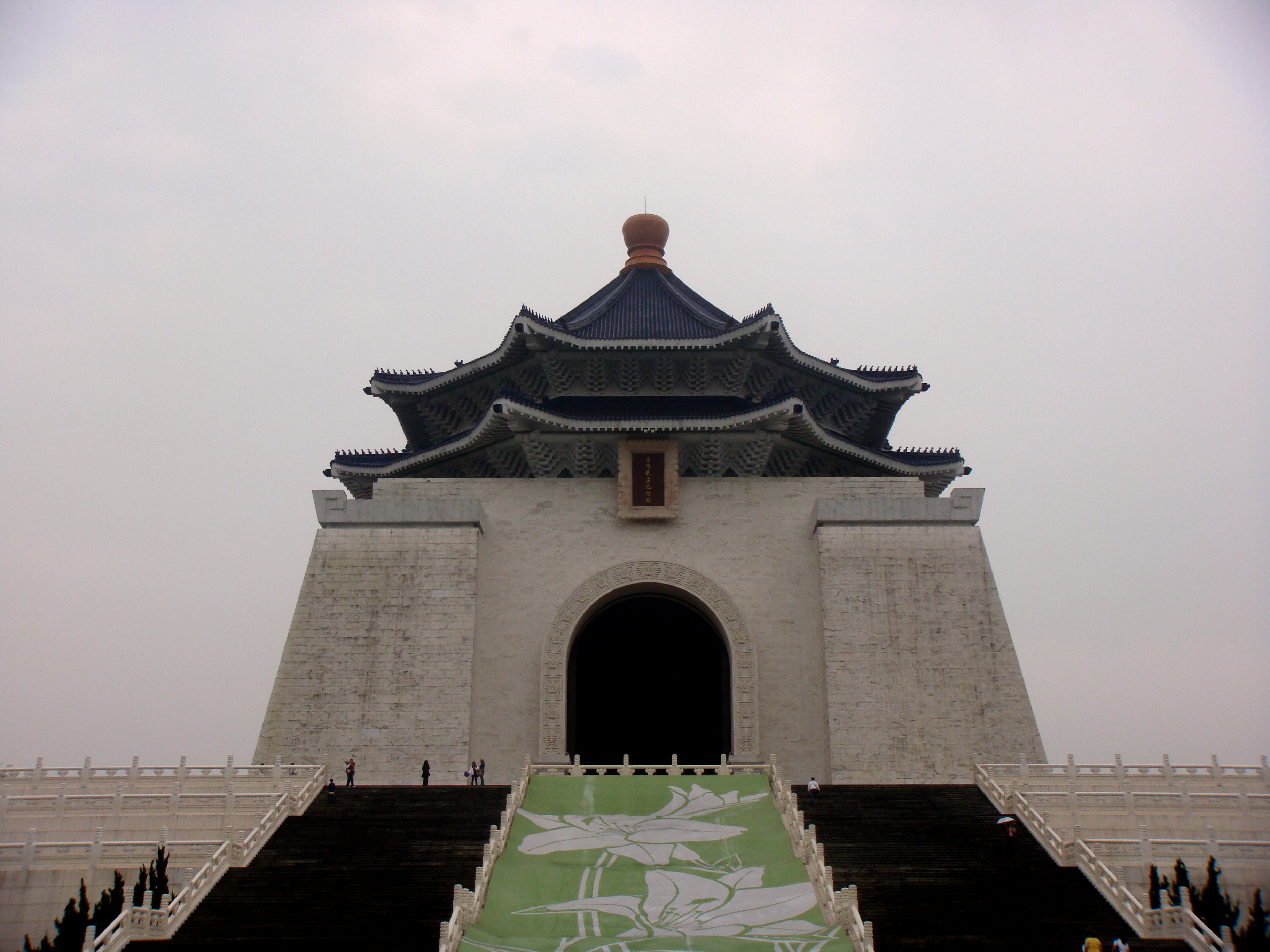
國立台灣民主紀念館期間被野百合圖樣帆布覆蓋的御路
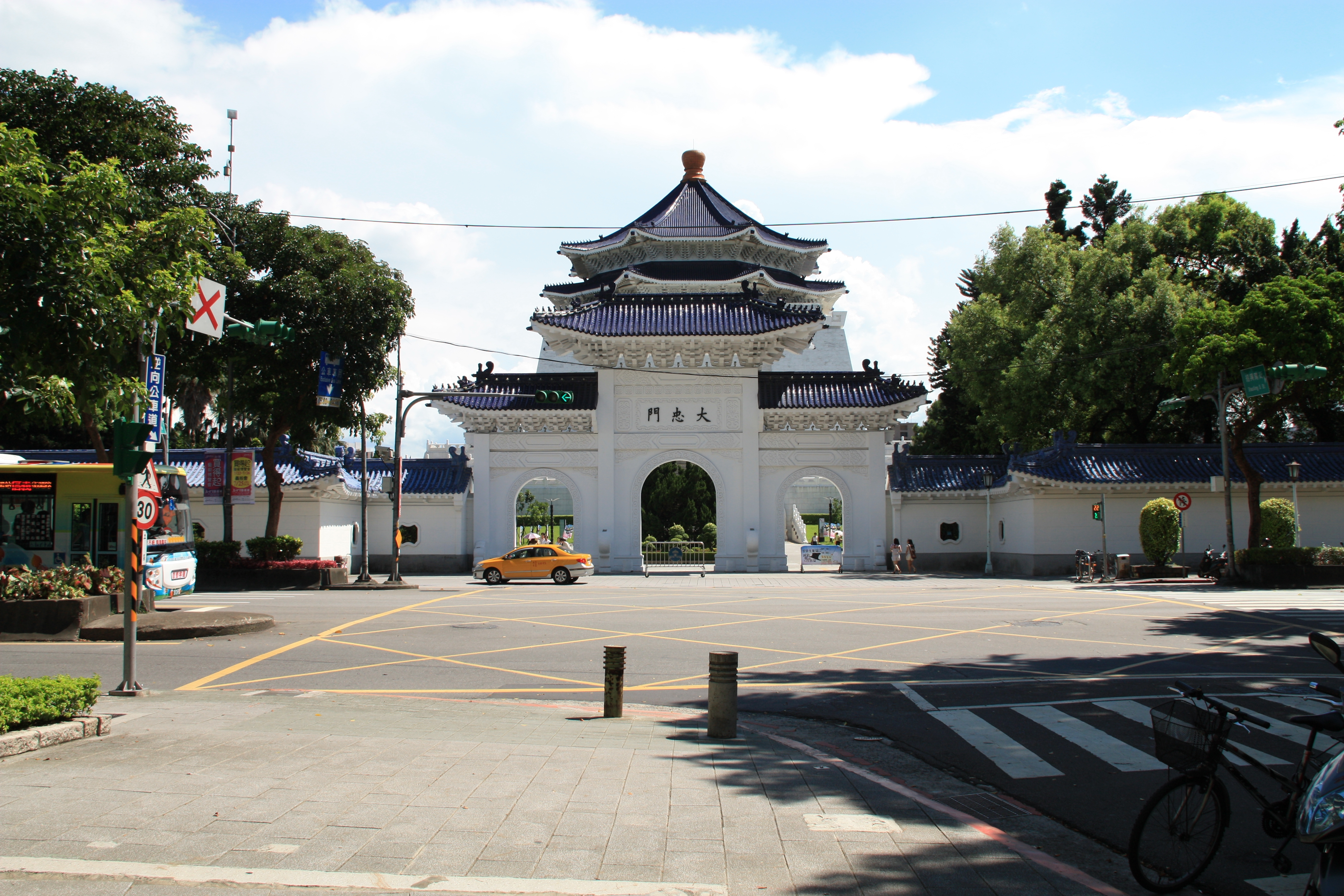
大忠門
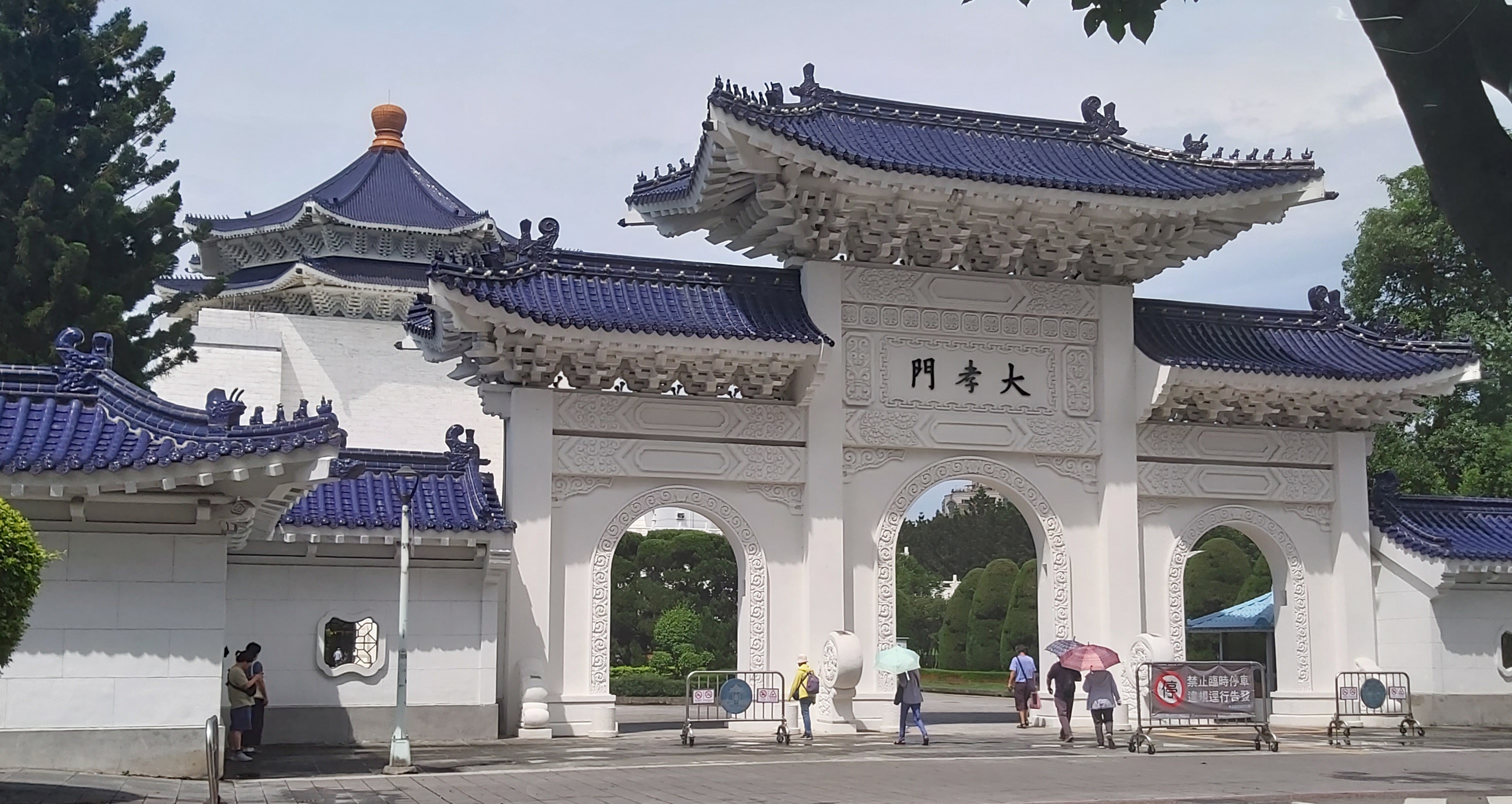
大孝門
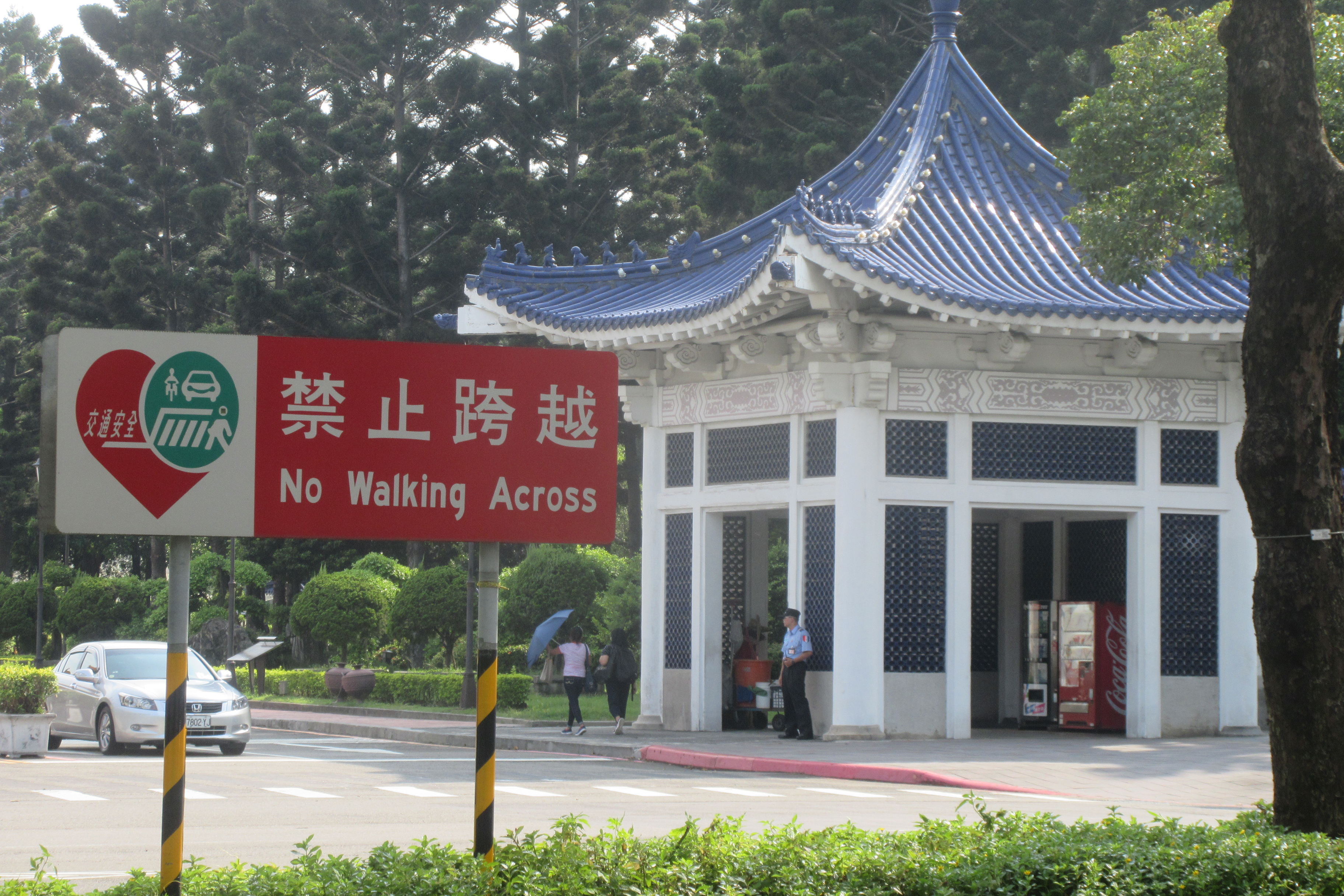
圍牆角亭
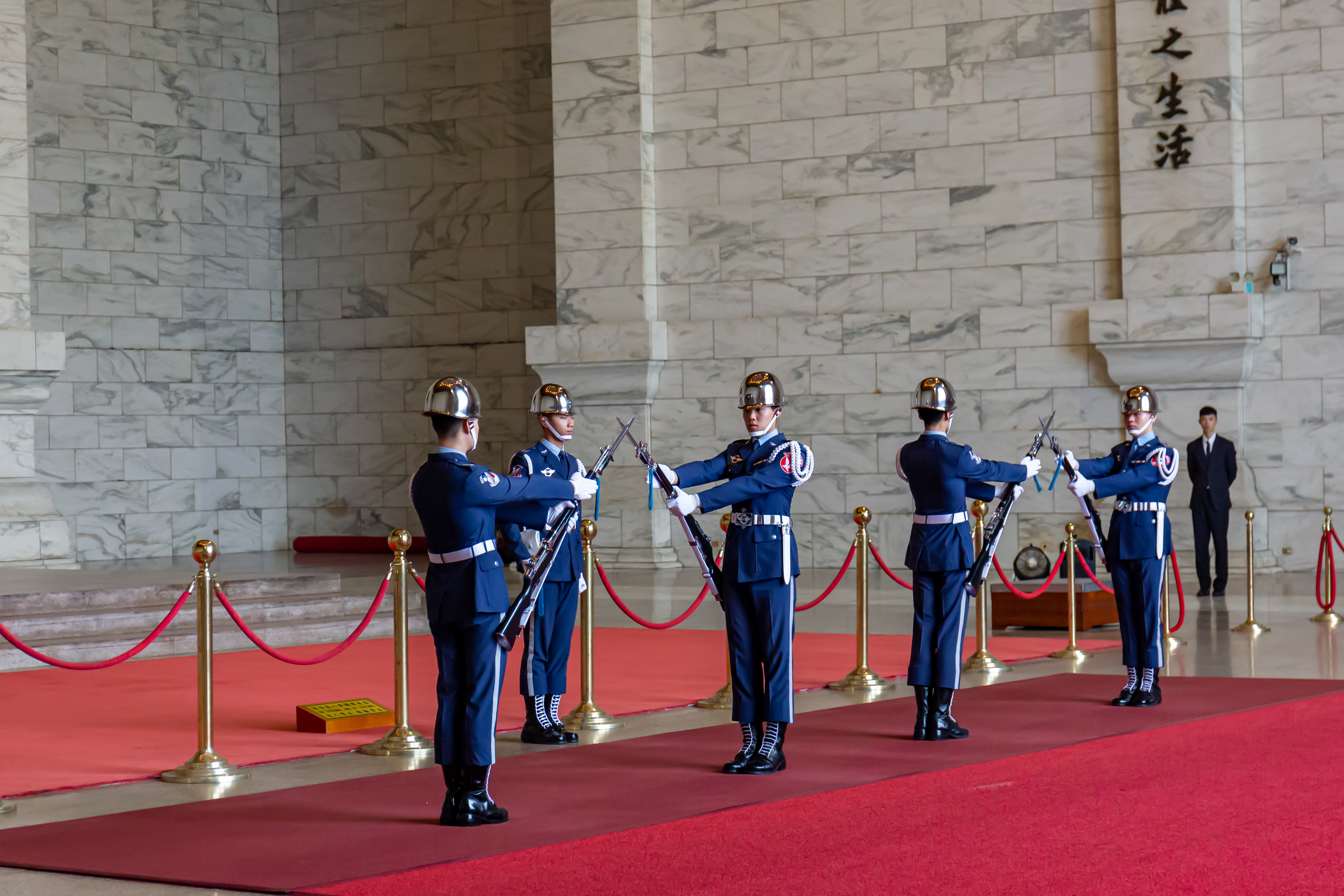
中正紀念堂內的海軍儀隊交接儀式影片（部份）
- 中正紀念堂內的空軍儀隊交接儀式
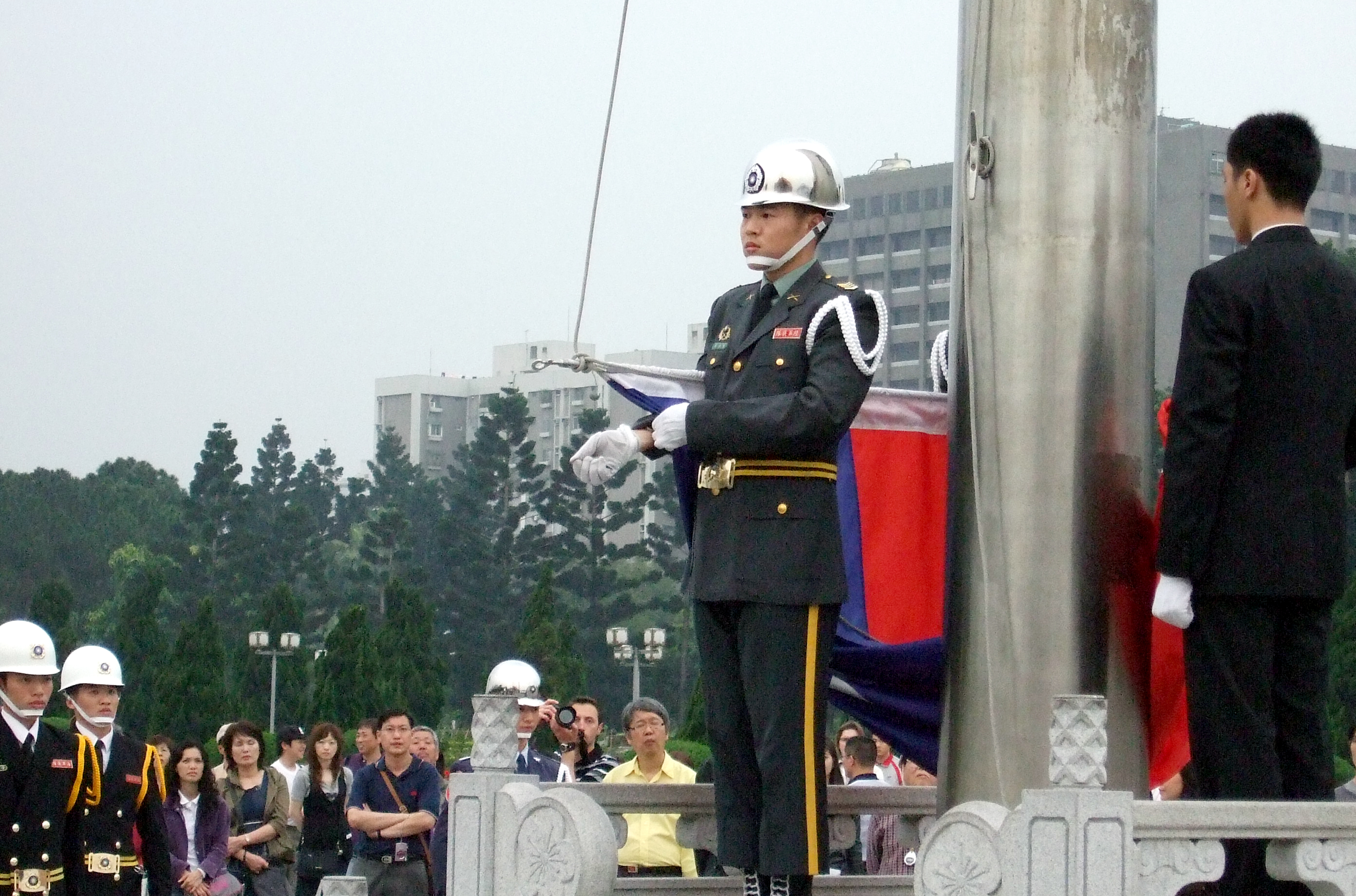
陸軍儀隊於中正紀念堂前進行升降旗禮
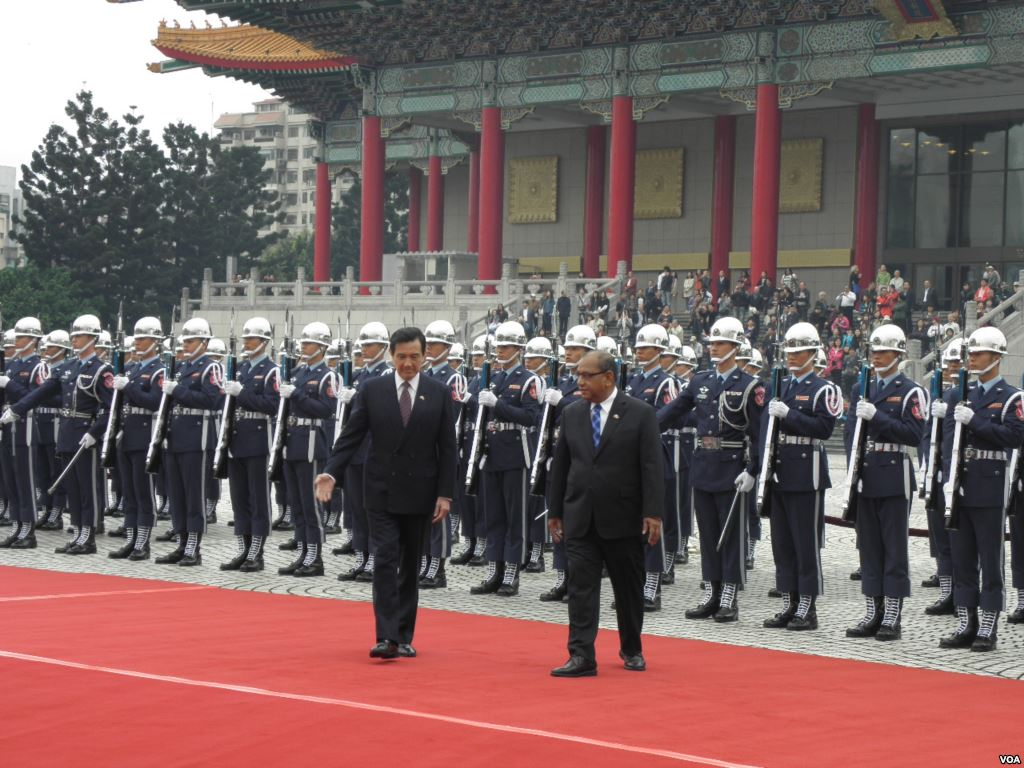
時任中華民國總統馬英九及三軍儀隊於中正紀念堂前迎接時任馬紹爾群島總統克里斯托弗·洛亞克來訪
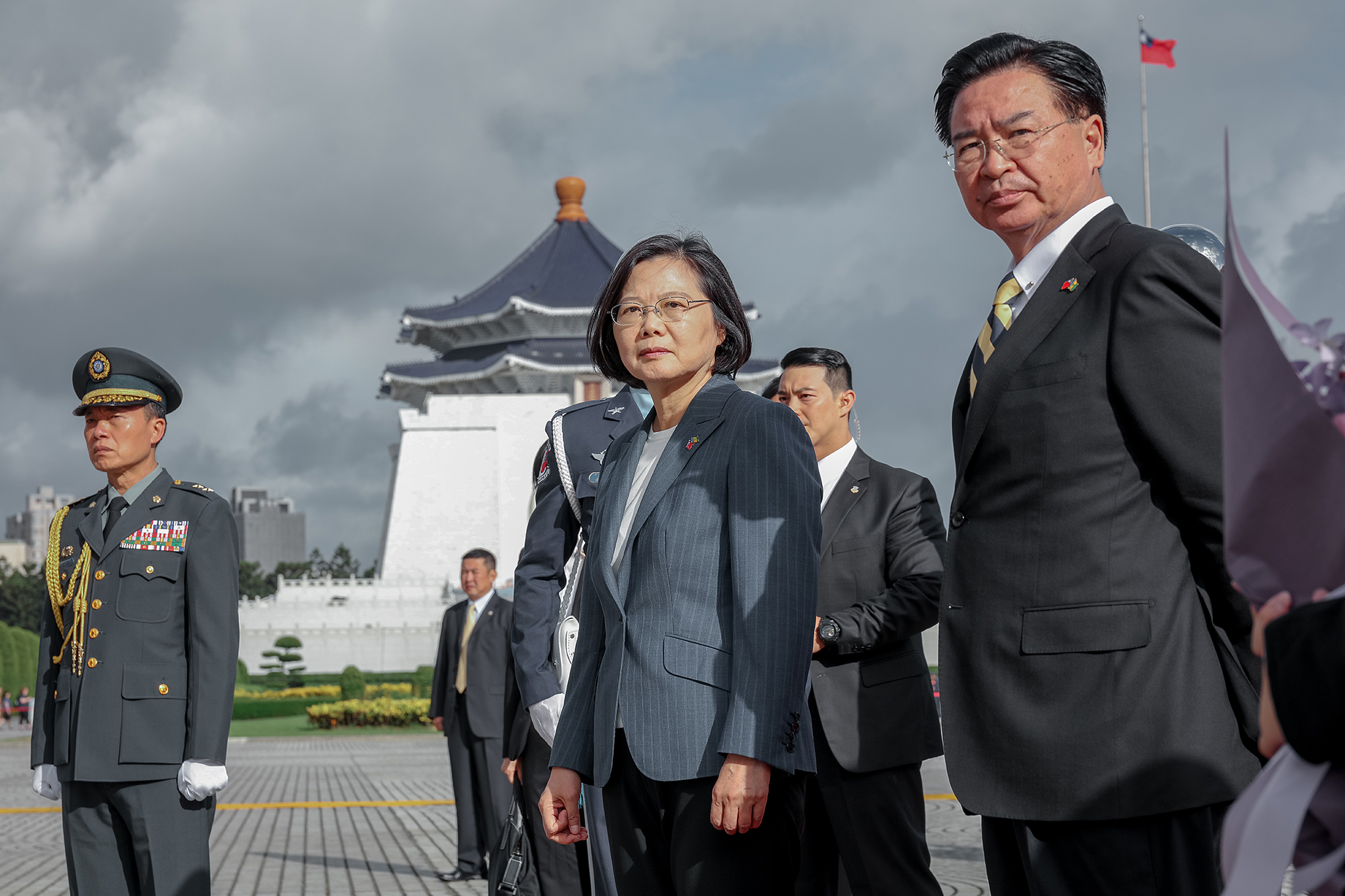
時任中華民國總統蔡英文、外交部部長吳釗燮、總統府侍衛長呂坤修及三軍儀隊於中正紀念堂前迎接聖文森及格瑞那丁總理龔薩福伉儷來訪
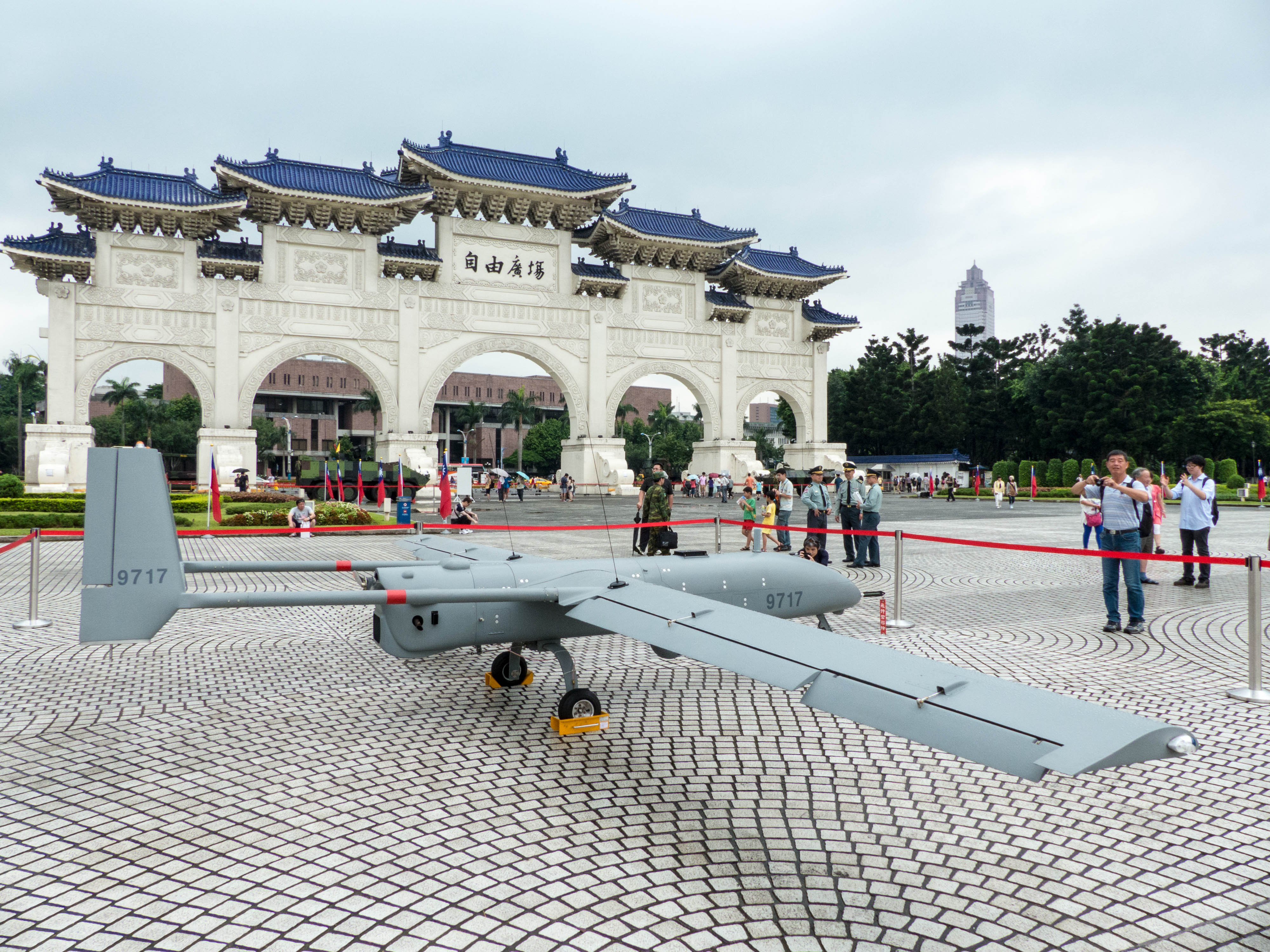
展示於中正紀念堂的銳鳶無人機
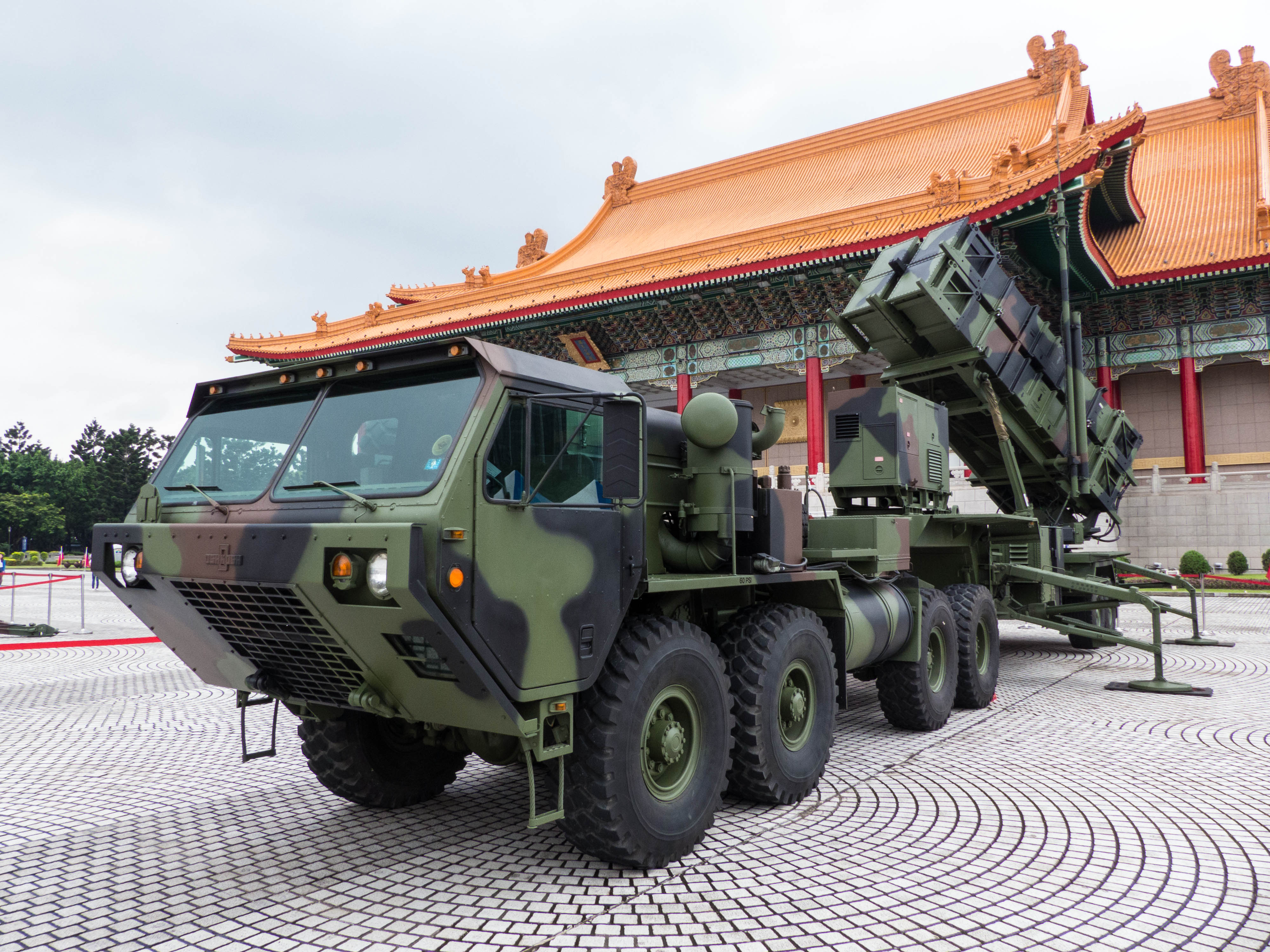
展示於中正紀念堂的MIM-104愛國者飛彈發射車

### 紀念堂陳列與展覽
正堂下層有常設展廳、藝文展演活動場地、研習教室、穆斯林祈禱室公共服務空間等：
- 常設展廳：上方牌匾原名「永懷　領袖文物展視室」，2022年改為現名。原先內部僅陳列了蔣中正生前文物及文獻、照片，2022年起改為左右側分開展示，左側為「蔣中正總統與中華民國」展；右側則改為由國家人權博物館策展的「自由的靈魂vs.獨裁者：臺灣言論自由之路」。
  - 蔣中正總統辦公室展廳：原名「蔣公紀念室」，為「蔣中正總統與中華民國」展覽部分，依其當時在總統府之辦公室還原陳列。
- 中央通廊：陳列中正紀念堂全區模型與堂內模型。
- 演藝廳：原名「中正演藝廳」，各機關團體申請舉辦各項藝文活動[27]。
- 6個藝文展場：原名「中正藝廊」、「介石廳」、「瑞元廳」、「美齡藝廊」、「志清廳」、「采玉藝廊」，可供藝術家或藝文團體舉辦藝術作品展覽。
- 圖書室：主堂體之西側空間，原為「中正紀念圖書館」，1993年7月7日正式對外開館，專以蒐集蔣中正總統文獻和近代史等資料為主，2000年代配合空間整建縮編為圖書室。[28]

另外，中正紀念堂改名為「台灣民主紀念館」之前，正堂上層（四樓大廳）的大型銅門就以「整修」的名義對外關閉，參觀民眾只能由一樓樓梯前往。經過五個多月的「整修」後，四樓大廳於2008年1月1日重新對外開放，並由陳水扁總統親自主持開幕典禮。並以「空間解嚴」的概念，使用大量的裝置藝術（如風箏、新聞照片等）佈滿整個大廳，白色恐怖時期的受難者名單也陳列於大廳兩側，以和蔣中正銅像代表的「威權統治」相對，後來移除展品，目前銅像大廳已經恢復更名民主紀念館之前的樣貌。

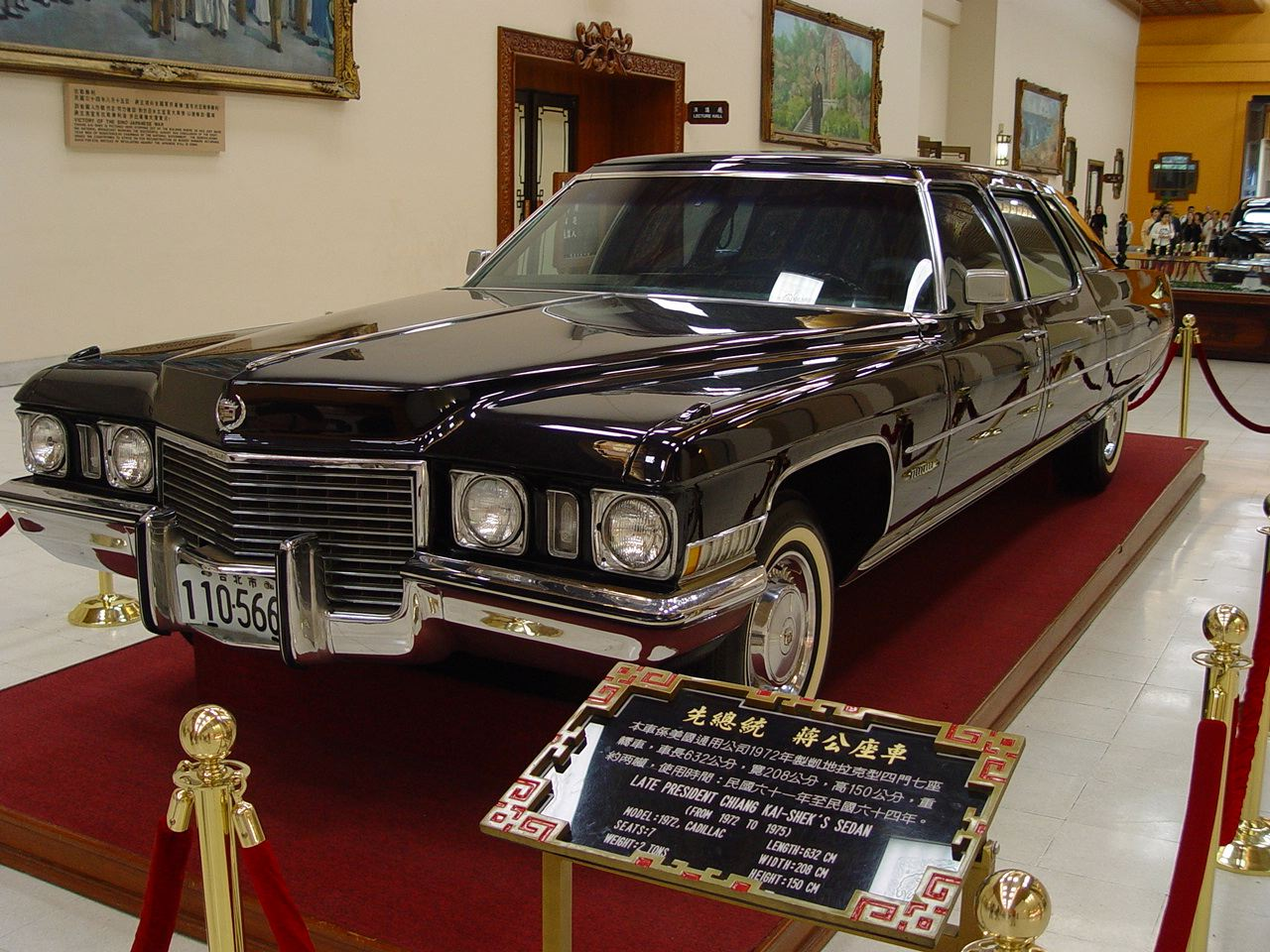
館內蔣中正專用轎車
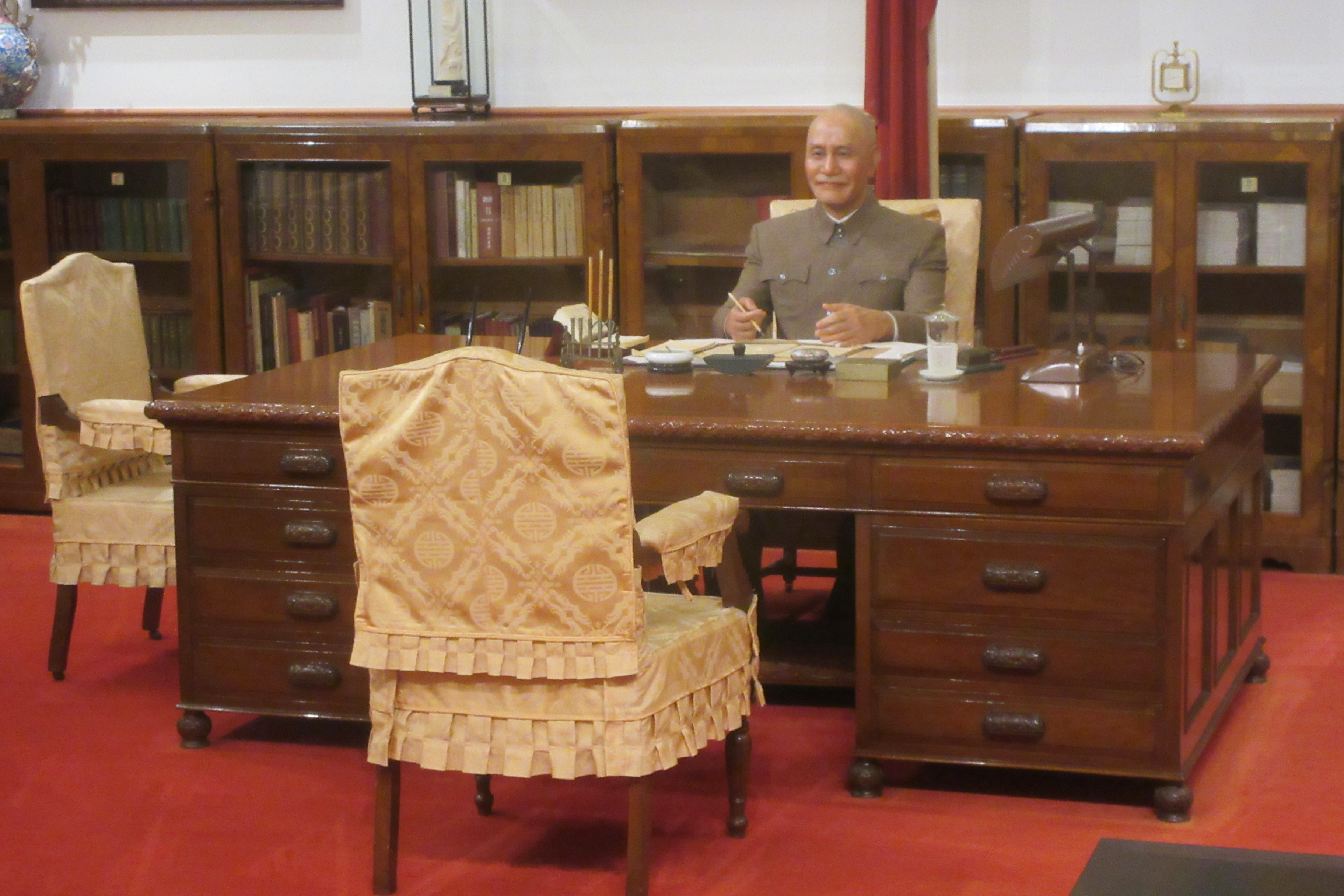
蔣中正總統辦公室展廳內的蠟像
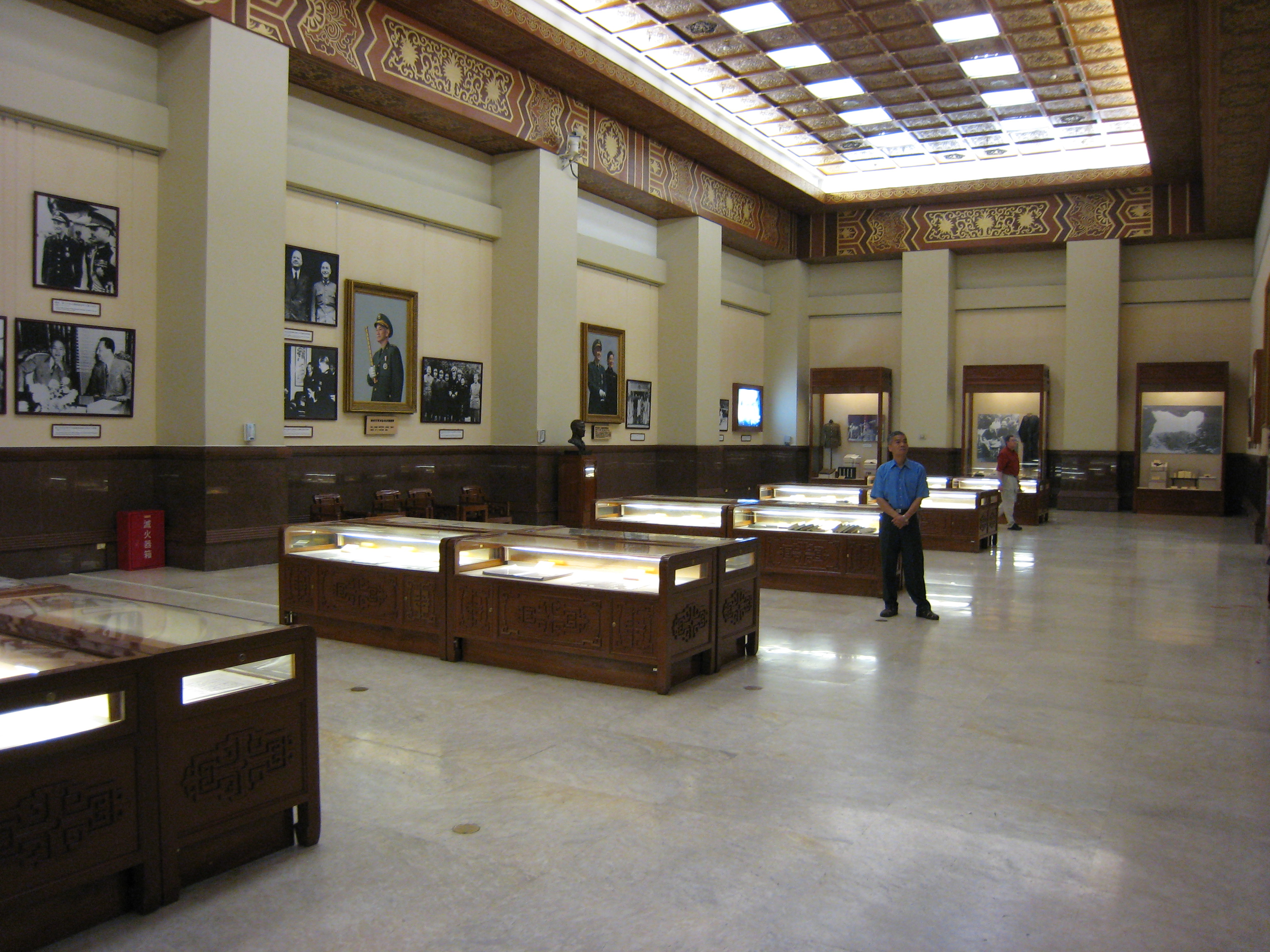
常設展廳
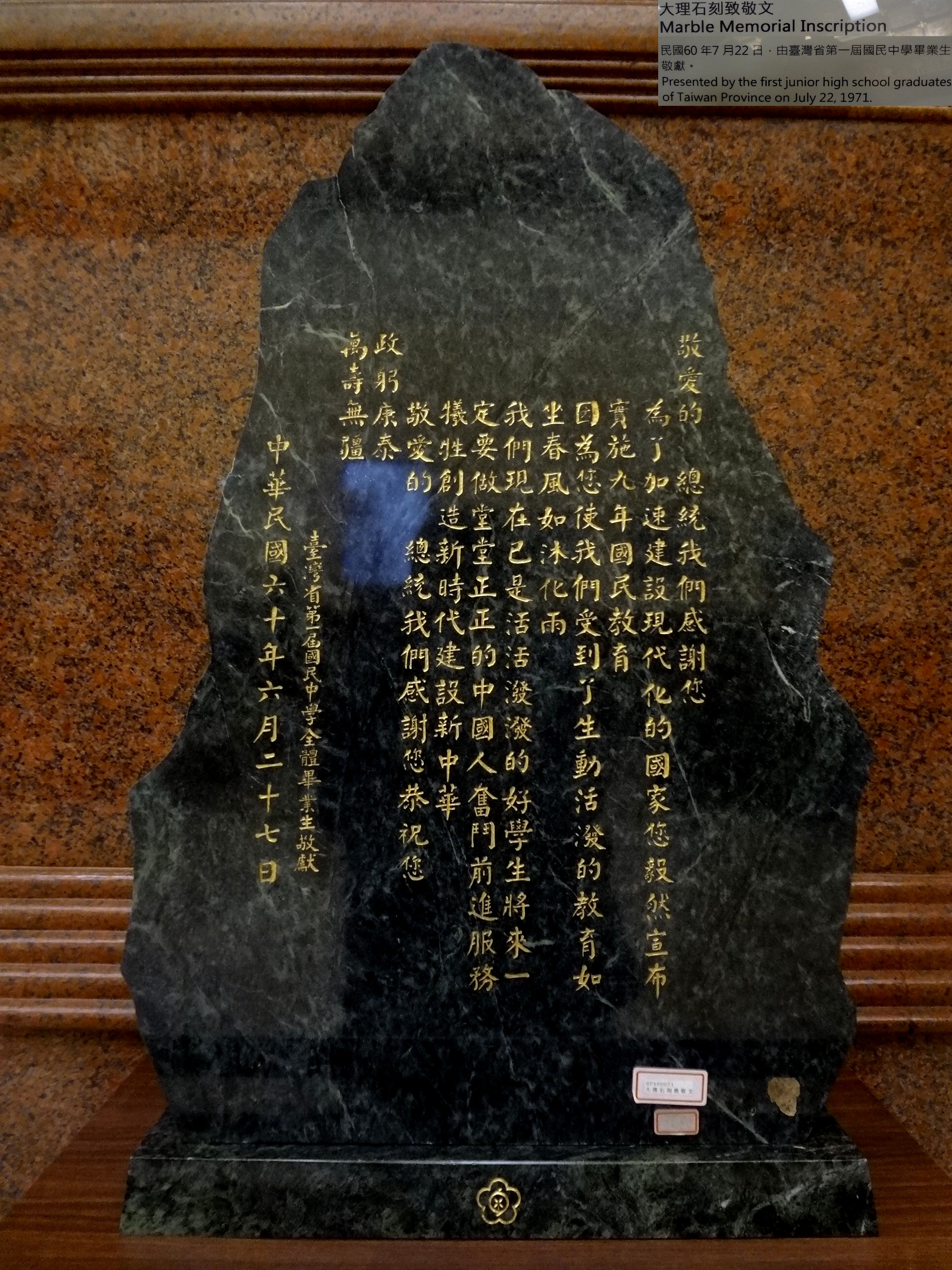
臺灣省第一屆國民中學全體畢業生致敬文碑

### 牌樓

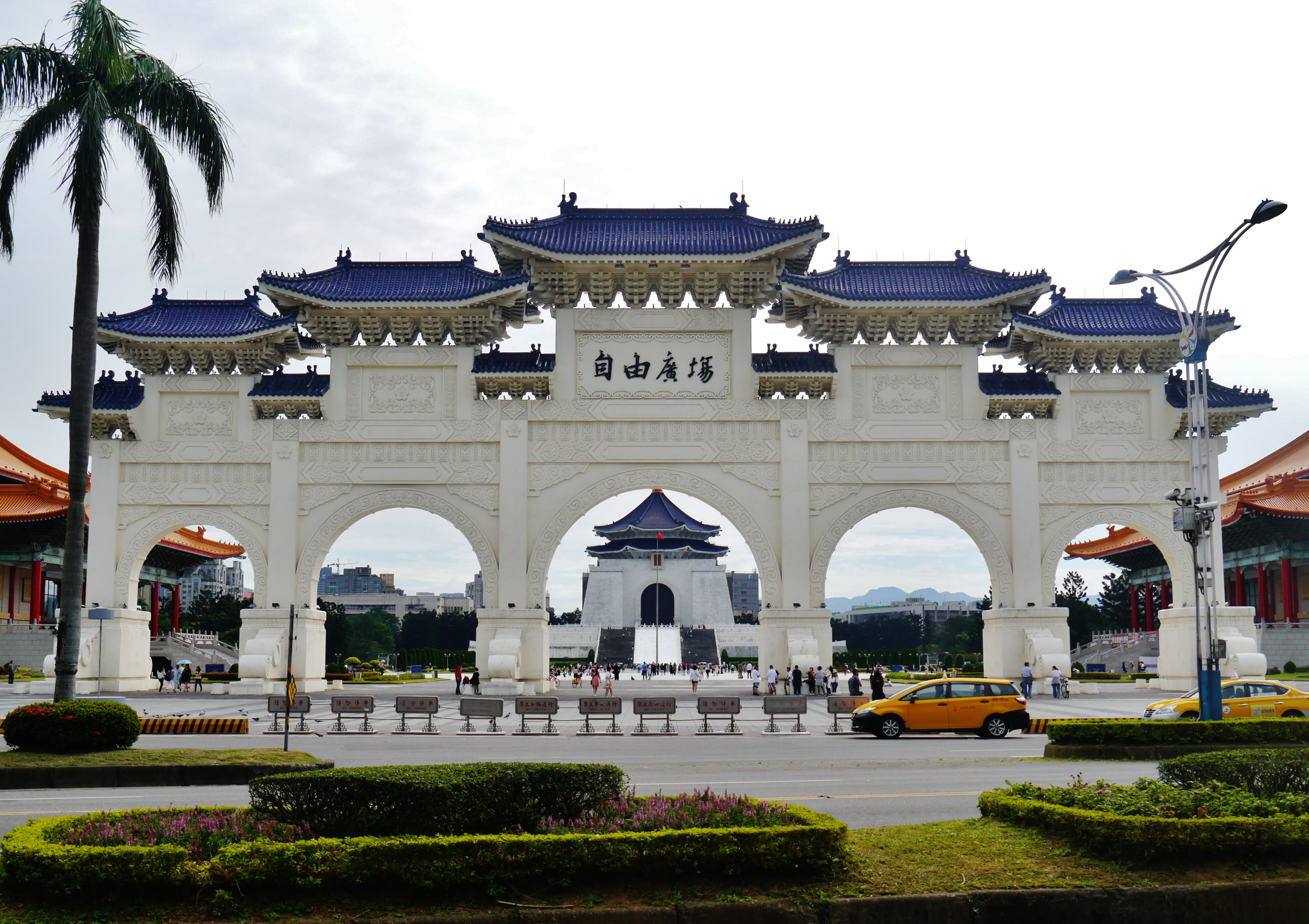
自由廣場牌樓

中正紀念堂牌樓，面對中山南路及國家圖書館，高30公尺、寬80公尺，是台北市區內最大的牌樓。該牌坊規制是「五間六柱十一樓」規格，是中國傳統建築中的最高等級，外觀以象徵青天白日的藍白兩色為主。每逢國家慶典，牌樓前都會擺設數十幅大型中華民國國旗。
牌樓之上的牌匾題字原為「大中至正」，故此牌樓也被稱為「大中至正門」；2007年12月8日之後，被更換為「自由廣場」四字。牌匾更換期間，曾引發反對者與支持者的對峙與衝突。昔日牌樓上的「大中至正」四字為歐陽詢體，由秦孝儀指定，出處是蔣最崇拜的思想家王陽明講學語錄《傳習錄》：「粹然大中至正之歸矣。」由於未落款，官方也從未說明出處，廿餘年來民眾皆不知為何人所題，甚至謠傳為蔣中正親筆墨跡。直至2007年牌樓存廢爭議時，書法家楊家麟出面表示原字係由棍棒、鐵絲縛以麻繩沾紅土水而寫成。而當時招募書法家時即規定需以歐體書寫、不得落款，且需配合八卦占卜出時辰，當場揮毫。「大忠門」、「大孝門」等亦出其手。
2007年12月7日，在陳水扁政府主導去蔣化的情況下，「大中至正」四字一一卸除。12月8日，改由新鑄的「自由廣場」四字，以由左往右的新式書寫取代，字體並非現代書法家所寫，而是蒐集晉代書聖王羲之在各帖中的字而成。台灣民主紀念館在2008年8月21日被撤除後，教育部於2009年7月20日正式復名「中正紀念堂」並將舊匾額掛回，但牌樓的「自由廣場」鑄字保留至今。

### 園區及廣場

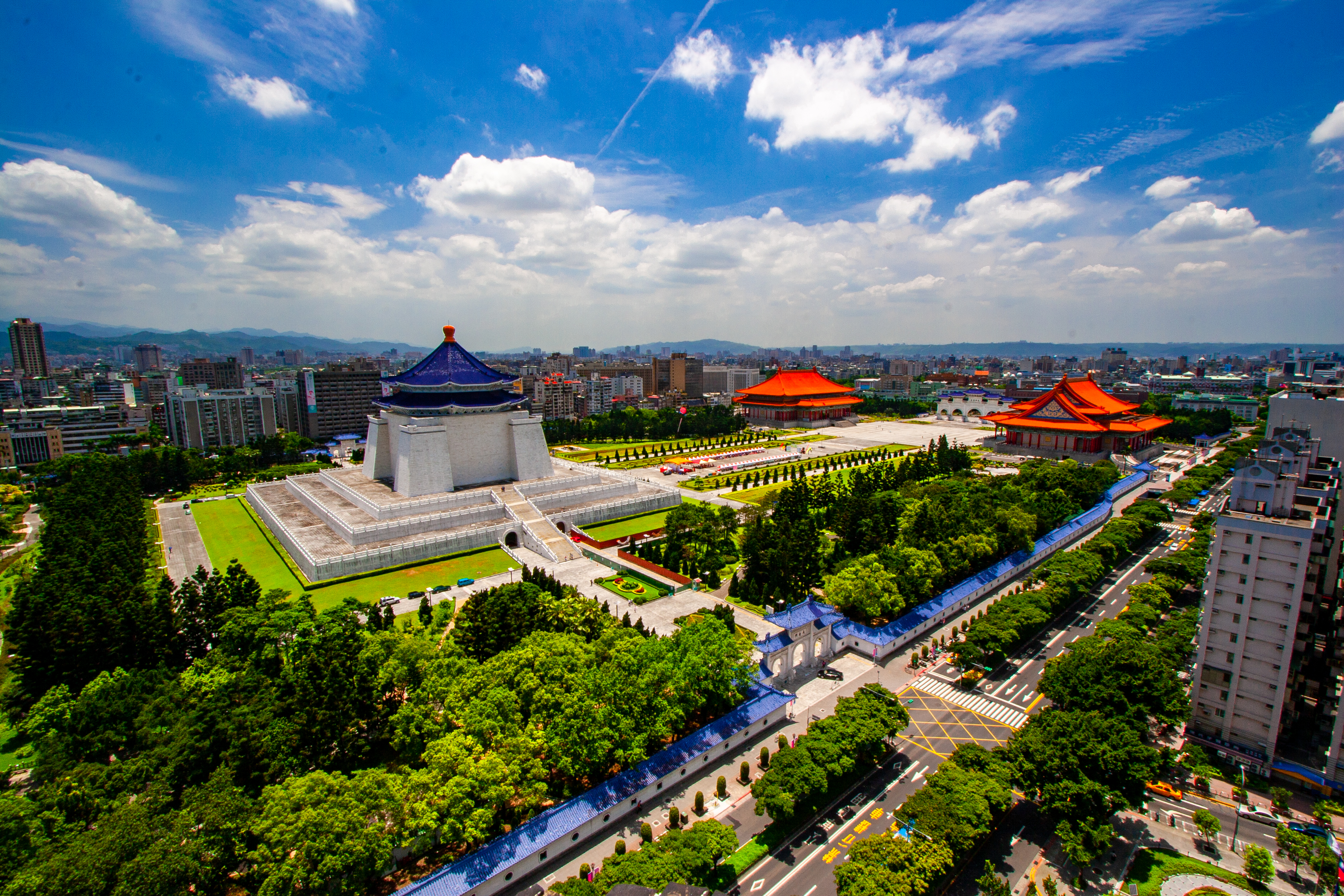
中正紀念堂與兩廳院園區鳥瞰圖

中正紀念堂園區（亦稱「中正紀念公園」）整體園區由楊卓成的和睦建築師事務所設計規劃。包含位於中央兩廳院藝文廣場兩側的國家戲劇院及國家音樂廳，園區升旗台以西之管理單位為國家兩廳院（「自由廣場」牌樓、捷運站出入口除外），為行政法人機構國家表演藝術中心的所屬場館，不屬國立中正紀念堂管理處管轄。
環繞整個中正紀念堂園區的環外迴廊，每隔4.5公尺就崁一個中國式燈籠窗，共有26種造型，聚集了燈籠窗各種樣貌，別富特色。內部亦有多處庭園造景，人行步道總長約5公里。園區內雲漢池及光華池，寓意「漢影雲根」及「光復中華」，池內飼養許多錦鯉，也是園區內著名景點。藝文廣場除了進行藝文展演活動外，也是為邦交國元首訪台時舉行歡迎儀式的場地。

## 文化資產

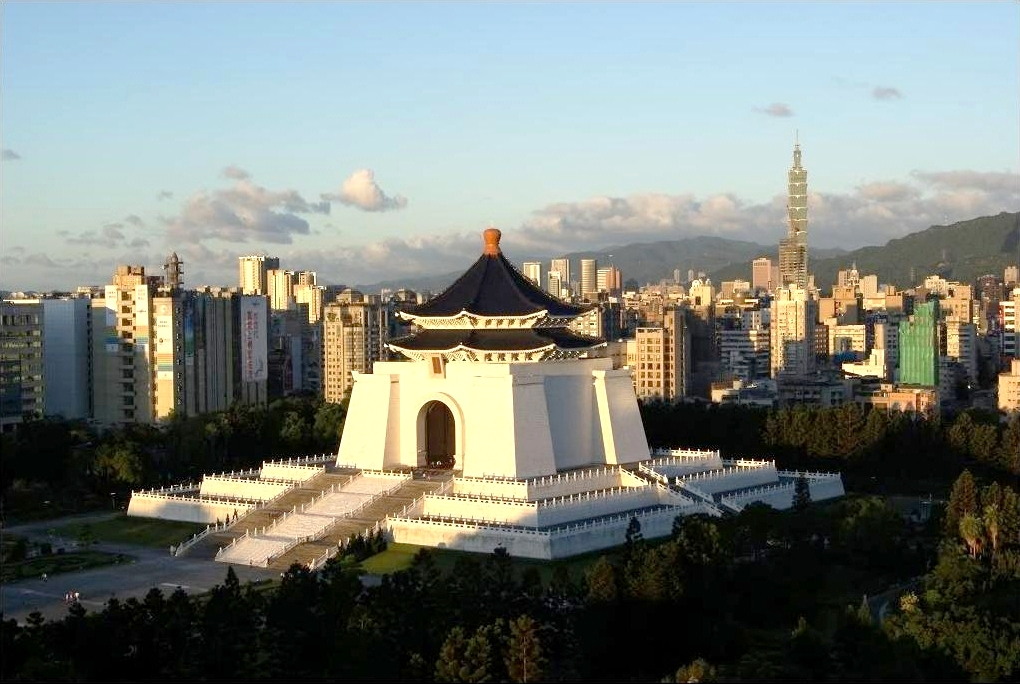
中正紀念堂主堂體與台北市區街景

### 國定古蹟
市府納入市定「暫定古蹟」
中正紀念堂：2007年3月臺北市政府進行市定古蹟審查程序，中正紀念堂進入暫定古蹟身分，指定範圍包括「中正紀念堂」主體、「大中至正牌樓」、「公園廣場」、「圍牆」、「迴廊」。
文建會指定為「國定古蹟」
2007年11月9日文建會以「臺灣民主紀念園區」之名義，指定為國定古蹟（文壹字第0963132772-1號），定著土地範圍建堂基地25萬平方公尺，包括當時園區內的「臺灣民主紀念館（現中正紀念堂）」、「正面牌樓」、「民主廣場」、「民主大道」、都包含在國定古蹟，但「迴廊」被排除在外。
2009年7月17日，文建會將其指定古蹟範圍中的「臺灣民主紀念館」變更為「中正紀念堂」，但園區古蹟名稱「臺灣民主紀念園區」未變迄今（會授資籌二字第0983110272號）。

### 文化景觀
中正紀念堂：2008年3月17日臺北市政府文化局以中正紀念堂建築形式及結構均未見於其他建築物，兩廳院部分建成後即為藝文活動重鎮為由，將園區與周邊以「中正紀念堂」之名義，登錄為文化景觀（北市文化二字第09730121300號），範圍包括國定古蹟臺北府城東門、中山南路（信義路口至愛國西路口）、中山南路、信義路、杭州南路、愛國東路圍合之中正紀念堂全區。

## 政治意義

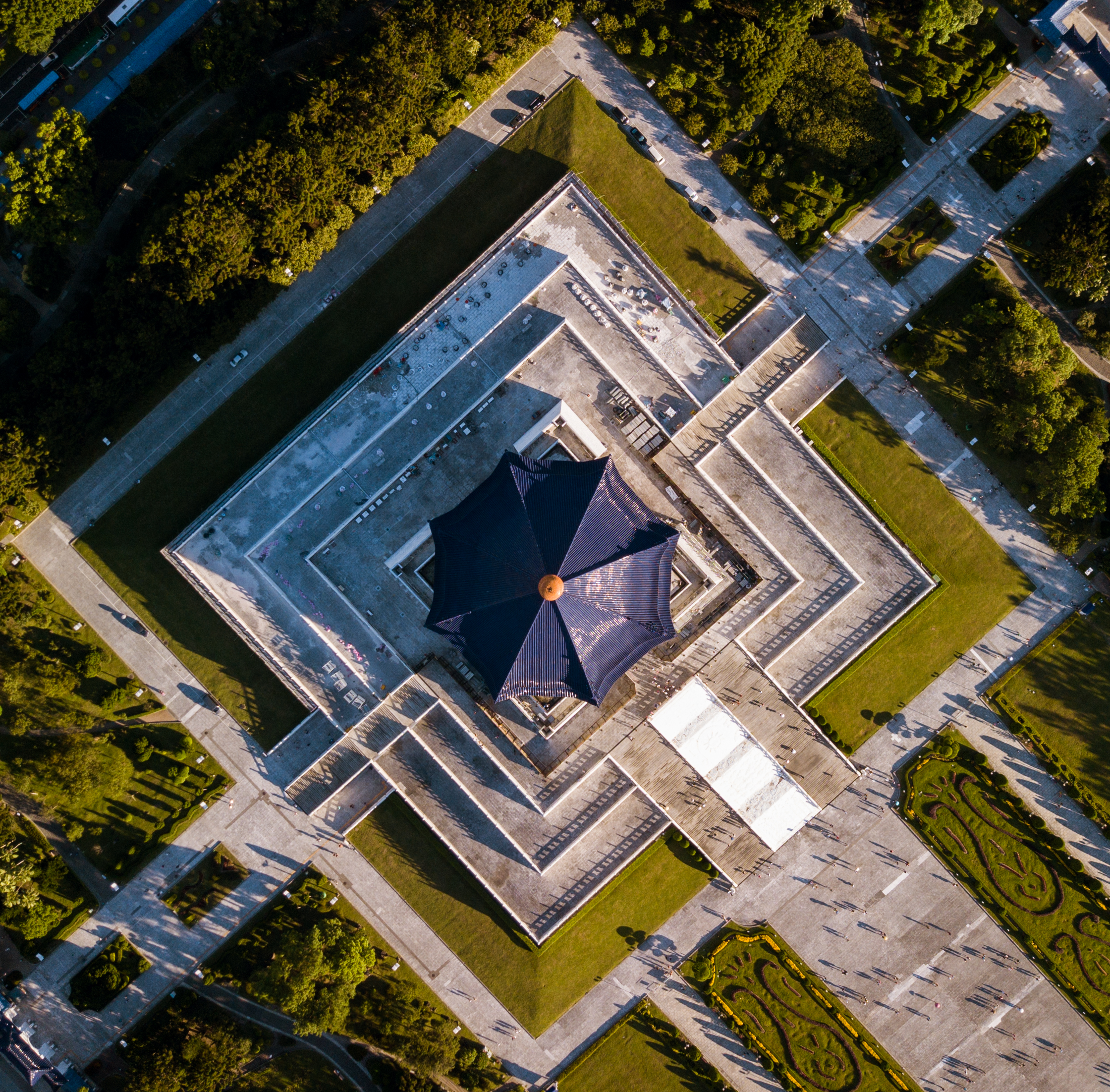
空拍機拍攝中正紀念堂頂部。

由於距離接近中華民國總統府，又擁有大型廣場，且建築本身隱含許多昔日國民黨的意識形態，自1987年解嚴之後，中正紀念堂便成為許多社會、政治運動的集會地點，其中最著名的應屬發生於1990年的野百合學運；該學運發生時，中正紀念堂被參與的學生和社運人士戲稱為「中正廟」、「蔣廟」等名，後被去蔣化與反威權運動人士廣泛使用。歌手羅大佑的粵語歌曲《皇后大道東》，委由李坤城作詞改為台語歌《大家免著驚》，裡頭有段歌詞「忠孝東路西對介壽大路遐，介壽大路公在中正大廟埕，介壽大路口號按怎無開聲，中正大廟埕內大家免著驚」。正因為其政治因素及意識形態，每逢228紀念日前後時常會有民眾前往抗議，例如2013年公民1985行動聯盟帶領數千名民眾至中正紀念堂，坐在主體建築兩側樓梯，並在御路拉起「天下為公」三布條，反對黑箱服貿。2017年自由廣場聚集了統派及獨派人士，並且爆發零星肢體衝突。

### 相關破壞事件
因為其意識形態，也有些人希望拆除，例如2016年有獨派人士沿著施工鋼架爬上頂部空間並懸掛「輓聯」，要求拆除中正紀念堂。另外也有些人對其破壞，特別是對蔣中正銅像：
- 1990年3月，學運學生塗鴉，野百合學運期間園區多處遭噴漆[42]。
- 2013年10月22日，不明塗鴉，夜晚御路國徽遭寫上「兩岸反統一」、「暴政必亡」等[43]。
- 2015年2月27日，出現2015年中正紀念堂銅像汙損事件，當時王獻極以及908台灣國成員潑漆。大廳銅像首次遭人為破壞。
- 2016年2月28日，自由台灣黨塗鴉，進入展廳噴上228事件、白色恐怖受害者姓名[44]。
- 2017年2月28日，自由台灣黨等砸蛋，於廣場焚燒中華民國國旗並蛋洗牌樓[45]。
- 2018年7月20日，當日為同年2月發生之「慈湖陵寢潑漆案」開庭日，發生2018年中正紀念堂銅像汙損事件，大廳及御路[46]遭FETN蠻番島嶼社潑漆。
- 2019年2月27日，台灣國辦公室對銅像丟擲魷魚粥。
- 2019年10月25日，台灣國辦公室對銅像丟擲油漆。
- 2019年12月10日，台灣國辦公室對銅像丟擲油漆，但油漆未爆裂，潑漆失敗。
- 2021年1月22日，台灣國辦公室對銅像丟擲雞蛋[47]。
- 2023年4月27日，台灣國辦公室持槍對銅像射擊漆彈。

## 其他

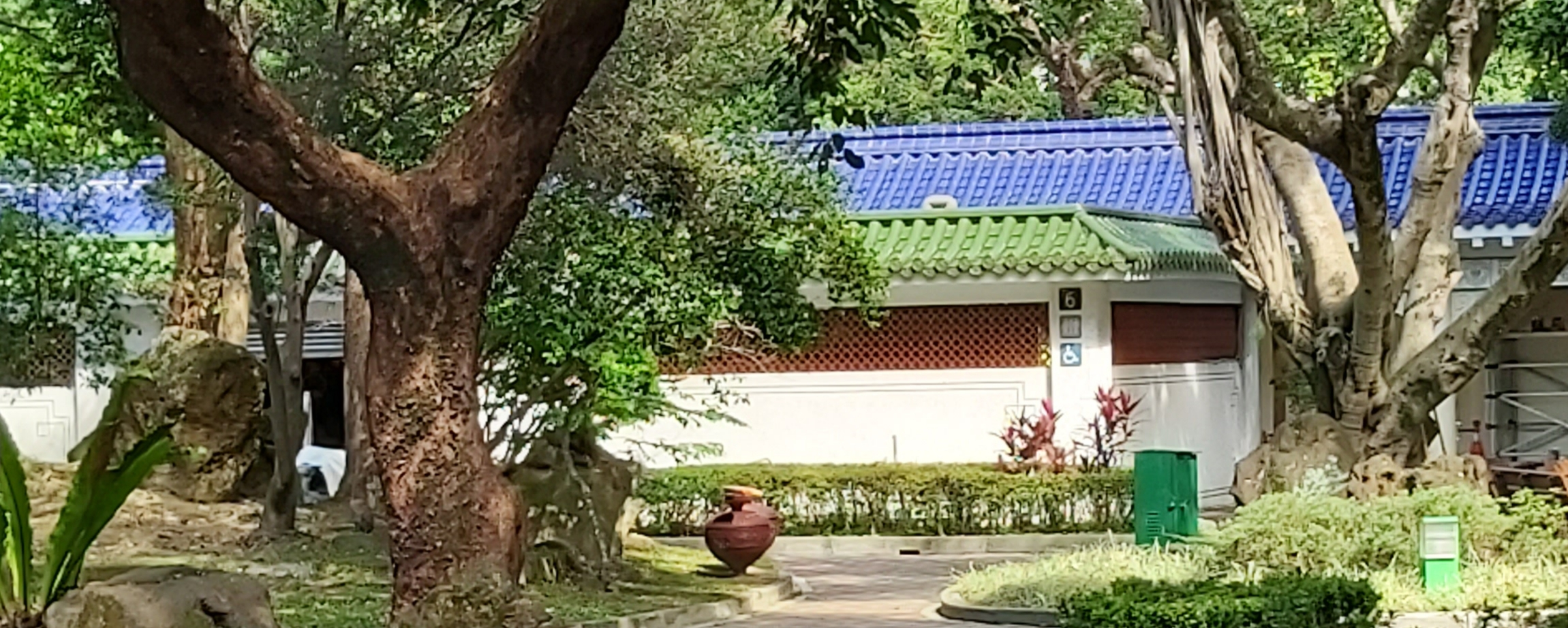
中正紀念公園綠瓦公廁

- 1990年3月12日，台北市政府調整行政區劃分時，將原有的城中區及古亭區大部份區域合併而成的新區，即由於中正紀念堂位於區內而定名「中正區」。
- 台北捷運亦設有同名車站。其出口設計巧妙融入迴廊，大規模的站體及挑高的月台層、站內的金色站名標識、無廣告的月台牆均為捷運系統各站中獨有。
- 2005年10月，臺北市政府新聞處舉辦市民票選「臺北市十大建築」活動，中正紀念堂名列第三，與臺北101、美麗華摩天輪、圓山大飯店、總統府、國父紀念館、西門紅樓、新光人壽大樓、中油大樓與臺北之家等建築齊獲選代表臺北市的特色建物，另有監察院廳舍與臺北市市政大樓則分別位列第11、12位[48]。
- 在美國著名真人實境節目驚險大挑戰的第12季裡，中正紀念堂是第10站，也是倒數第2站。
- 2022年度Google地圖全球10大熱搜文化景點排第6名[49]。
- 2023年12月12日，園區禁止吸菸。

### 腳註
1. ↑  .   [2022-07-29]. （原始内容存档于2022-06-15）.
2. ↑  .   [2022-07-29]. （原始内容存档于2021-07-28）.
3. 1 2  . 文化部文化資產局.   [2019-04-08]. （原始内容存档于2017-12-30）.
4. ↑  . 文化部文化資產局.   [2019-04-08]. （原始内容存档于2018-01-02）.
5. ↑  . 聯合新聞網. 2019-02-28  [2019-05-17]. （原始内容存档于2019-05-17）.
6. ↑  . 台北畫刊 (臺北市政府). 1979, (六十七期).
7. ↑  . 國立中正紀念堂管理處.   [2019-05-17]. （原始内容存档于2019-05-17）.
8. ↑  廖淑婷. . 國立政治大學 中國地政研究所.
9. ↑  . ETtoday東森新聞雲. 2019-03-12  [2019-05-17]. （原始内容存档于2019-05-17）.
10. ↑  .   [2019-05-17]. （原始内容存档于2018-09-15）.
11. ↑  .   [2022-08-01]. （原始内容存档于2022-06-12）.
12. ↑  周美華、蕭李居編，《蔣經國書信集——與宋美齡往來函電》下，台北「國史館」出版，2009年，第84頁。
13. ↑  . 行政院文化建設委員會. 2007年11月9日  [2007年12月9日]. （原始内容存档于2007年11月13日）.
14. ↑  歐陽夢萍. . 中央廣播電台. 2008年8月21日.
15. ↑  陳蓉. . 中央社. 2008年8月21日.
16. ↑  . 文化部. 2017-02-25  [2022-07-28]. （原始内容存档于2019-01-23）.
17. ↑  .   [2023-02-21]. （原始内容存档于2023-02-21）.
18. ↑  記者陳鈺馥. . 自由時報. 2021-09-08  [2021-12-23]. （原始内容存档于2022-05-14）.
19. ↑  記者林育綾. . ETtoday新聞雲. 2022-04-07  [2022-10-07]. （原始内容存档于2022-10-08）.
20. ↑  記者陳宛茜. . 聯合新聞網. 2022-04-14  [2022-10-07]. （原始内容存档于2022-10-10）.
21. ↑  趙筱蓓. . 風傳媒. 2022-05-23  [2022-10-07]. （原始内容存档于2022-10-19）.
22. ↑  三軍儀隊訓練展示首度移至民主大道 遊客齊聚中正紀念堂戶外見證 （页面存档备份，存于），中央社，2024-7-15
23. ↑  機關首長 （页面存档备份，存于）.國立中正紀念堂管理處
24. ↑   (PDF).   [2022-05-08]. （原始内容存档 (PDF)于2022-11-19）.
25. ↑  組織架構 （页面存档备份，存于）.國立中正紀念堂管理處
26. ↑  臨時任務編組 （页面存档备份，存于）.國立中正紀念堂管理處
27. ↑  .   [2022-12-27]. （原始内容存档于2022-12-27）.
28. ↑  國立中正紀念堂圖書室歷史沿革 （页面存档备份，存于）.國立中正紀念堂管理處
29. ↑  . yam天空. 2008年1月1日  [2008年1月3日]. （原始内容存档于2008年1月5日）.
30. ↑  薛荷玉. . 聯合報. 2008年1月2日  [2008年1月3日]. （原始内容存档于2015年4月2日）.
31. ↑  . 聯合報. 2007年12月9日.
32. ↑  . 聯合報. 2007年12月4日  [2007年12月4日]. （原始内容存档于2007年12月6日）.
33. ↑  . 東森新聞. 2007年12月7日  [2007年12月7日]. （原始内容存档于2007年12月8日）.
34. ↑  2007年12月8日，六點半新聞報道
35. ↑  . 華視. 2009年7月20日  [2009年7月20日]. （原始内容存档于2022年9月12日）.
36. ↑  .   [2022-12-27]. （原始内容存档于2022-12-27）.
37. ↑  黃筱晴. . 聯合報. 2022-09-21  [2022-12-27]. （原始内容存档于2022-12-27） （中文（臺灣））.
38. ↑  . 總統府.   [2022-12-27]. （原始内容存档于2019-09-12） （中文（臺灣））.
39. ↑  「自由廣場」此四字乃拼湊而來，「自由」二字來自王羲之的《蘭亭集序》，「廣」字來自王羲之《懷仁集王聖教序》，「場」字找不到只好借用王羲之的後代子孫智永的字
40. ↑  . 行政院文化建設委員會. 2009-07-17  [2019-04-08]. （原始内容存档于2019-05-02）.
41. ↑  林庭瑤.野百合重返中正廟 豎起小指頭 （页面存档备份，存于）.苦勞網.2008-01-07
42. ↑  . 數位島嶼.   [2018-07-20]. （原始内容存档于2018-07-20） （中文（繁體））.
43. ↑  . 蘋果日報. 2013-10-23  [2018-07-20]. （原始内容存档于2018-08-03） （中文（臺灣））.
44. ↑  王冠仁. . 自由時報電子報. 2016-02-25  [2018-07-20]. （原始内容存档于2018-07-20）.
45. ↑  許家瑜. . 聯合影音. 2017-02-28  [2018-07-20]. （原始内容存档于2018-07-20） （中文（臺灣））.
46. ↑  陳宛茜. . 聯合新聞網. 2018-07-20  [2018-07-20]. （原始内容存档于2018-07-20）.
47. ↑  鍾麗華. . 自由時報. 2021-01-22  [2022-12-27]. （原始内容存档于2022-12-27） （中文（臺灣））.
48. ↑  田裕斌. . 中央社. 2005-10-15  [2005-10-15]. （原始内容存档于2023-02-12）.
49. ↑  Google地圖全球熱點 松山文創、中正紀念堂上榜 （页面存档备份，存于），聯合報，2023年1月17日

### 文獻
- 文化部組織法 （页面存档备份，存于）.全國法規資料庫.民國 100 年 06 月 29 日
- 國立中正紀念堂管理處處務規程 （页面存档备份，存于）.全國法規資料庫.民國 100 年 10 月 31 日
- 國立中正紀念堂管理處組織法 （页面存档备份，存于）.全國法規資料庫.民國 100 年 06 月 29 日

## 外部連結
- 國立中正紀念堂管理處（页面存档备份，存于）（繁體中文）（英文）
- 中正紀念堂 臺北旅遊網
- 中正紀念堂 中華民國交通部觀光局（页面存档备份，存于）
- 臺灣民主紀念園區 文化部文化資產局（页面存档备份，存于）
- 中正紀念堂 文化部文化資產局（页面存档备份，存于）
- 中正紀念堂 Chiang Kai-shek Memorial Hall的Facebook專頁
- 中正紀念堂的Instagram帳戶
- YouTube上的中正紀念堂頻道